# Castelul din pădure
Castelul din pădure este ultimul roman al scriitorului Norman Mailer, publicat în anul morții, 2007. În roman este relatată povestea copilăriei lui Adolf Hitler, văzută prin ochii lui Dieter, un demon trimis pentru a-l direcționa pe calea sa distructivă. Romanul explorează ideea în care Hitler nu are origini evreiești, ci este produsul unui incest. Se formeaza un contrast tematic cu romanul anterior Evanghelia după Fiul (1999), în care este relatata viața timpurie a lui Iisus. Primește o mulțime de laude, incluzănd o analiză admirabilă din partea lui Lee Siegel în The New York Times Book Review și este New York Times Bestseller în 2007.

## Structură
Romanul, împărțit în 14 capitole, este organizat inițial dintr-un rezumat al constatărilor ofițerului Securității, însărcinat cu anchetarea strămoșilor lui Hitler, apoi este dezvoltat într-un grafic al vieții sale timpurii. Începe cu portretul tatălui și al mamei, urmat de povestiri ale naratorului apoi continuă cu viața lui Hitler, înainte de a încheia cu un epilog numit „Castelul din pădure”, unde naratorul este interogat de un pshihiatrist al armatei US la sfârșitul războiului.
Cele 14 capitole sunt:
1. În căutarea bunicului lui Hitler
2. Tatăl lui Adolf
3. Mama lui Adolf
4. Ofițerul serviciilor secrete
5. Familia
6. Ferma
7. Der Alte și albinele
8. Încoronarea lui Nicolaie al II-lea
9. Alois Junior
10. Să slăvești și să te temi
11. Abatele și fierarul
12. Edmund, Alois și Adolf
13. Alois și Adolf
14. Adolf și Klara

Epilog. Castelul din pădure

## Sinopsis
Castelul din pădure ilustrează povestea vieții timpurii a lui Adolf Hitler, originile sale și arborele său genealogic. Povestea este relatata prin ochii tânărului ofițer cu ajutorul informațiilor obținute din cercetarea genealogiei lui Hitler, la cererea lui Heinrich Himmler, care deschide romanul vorbiundu-le ofițerilor SS despre importanța trăsăturilor puternice rezultate din incest. Ofițerul Securității, inițial îl instruiește pe cititor să și-l amintească după numele Dieter pentru a putea scăpa de penalitățile pe care le-ar putea suferi  din partea naziștilor dacă scrierile sale ar deveni publice. El continuă să descrie cercetarea sa privind bunicii lui Hitler, detectând orice prezență evreiască ajungând în final la concluzia că acesta s-a născut în urma unui incest.
Povestea continuă cu tatăl lui Hitler, Alois Hitler, privind educația acestuia dintr-o zonă rurală din Austria, căsătoriile sale precedente și locul de munca în departamentul vamal al guvernului austriac. După două căsătorii și un număr de aventuri, Alois se căsătorește cu Klara, o rudă, fie nepoata sa, fie fiica sa. Cei doi au trei copii care supraviețuiesc copilăriei printre care și Hitler, numit de autor Adi.
La acest punct, Dieter dezvăluie că este un angajat al Satanei și a primit ordin de la superiorii săi pentru a supraveghea devoltarea lui Hitler pentru o eventuală utilizare de catre diavol în viitor. Dieter începe să scrie povestea în timp ce ocupa corpul unui ofițer al Securității, cu pericolul de a fi pedepsit de stăpânul său în cazul în care ar fi fost descoperit. Dieter îl urmează pe Hitler în Austria, contribuie la dezvoltarea sa și ia un rol mai activ când descoperă că numai la vârsta de cinci Adi facea jocuri de războaie și e martor la bataia căinelui familie, acest lucru avand un efect important asupra copilului. După retragerea lui Alois aceștia se mută la o fermă în mediul rural.